# عمر غاي
عمر غاي (بالإنجليزية: Omar Gaye)‏ هو لاعب كرة قدم غامبي، ولد في 18 سبتمبر 1998 في بانجول في غامبيا.

## وصلات خارجية
- عمر غاي على موقع قاعدة بيانات كرة القدم.إي يو (الإنجليزية)
- عمر غاي على موقع ناشيونال فوتبول تيمز (الإنجليزية)
- عمر غاي على موقع Soccerway.com (الإنجليزية)
- عمر غاي على موقع عالم كرة القدم.نت (الإنجليزية)